# Campanha presidencial de Donald Trump em 2000
Donald Trump, magnata imobiliário de Nova York, anunciou a criação de um comitê exploratório presidencial na edição de 7 de outubro de 1999 do programa Larry King Live na CNN. Embora Trump nunca tivesse ocupado um cargo eletivo, ele era conhecido por seus comentários frequentes sobre assuntos públicos e façanhas empresariais como chefe da The Trump Organization. Ele havia considerado uma candidatura presidencial na 1988 como republicano, mas optou por não concorrer. Para 2000, o governador de Minnesota Jesse Ventura persuadiu Trump a buscar a indicação presidencial do Partido Reformista, que estava fragmentado apesar de ter conquistado acesso à cédula e qualificação para fundos correspondentes devido à campanha presidencial de Ross Perot na 1996 pelo partido.
Trump concentrou sua campanha nas questões de comércio internacional, eliminação da dívida nacional [en] e obtenção de assistência médica universal, conforme delineado na obra complementar à campanha, The America We Deserve, lançada em janeiro de 2000. Ele nomeou a magnata da mídia Oprah Winfrey como sua companheira de chapa ideal e disse que se casaria imediatamente com sua então namorada, Melania Knauss (Melania Trump), para torná-la primeira-dama. Críticos questionaram a seriedade da campanha de Trump, especulando que era uma tática para fortalecer sua marca e vender livros. Trump defendeu sua candidatura como um empreendimento sério e proclamou que tinha chances de vencer a eleição. Embora nunca tenha expandido a campanha além da fase exploratória, Trump fez inúmeras aparições na mídia como candidato, viajou para eventos de campanha na Flórida, Califórnia e Minnesota, e se qualificou para duas primárias presidenciais. O estrategista de campanha veterano e posteriormente assessor de longa data de Trump, Roger Stone, foi contratado como diretor do comitê exploratório.
O conflito interno levou Ventura a abandonar o Partido Reformista em fevereiro de 2000, removendo o principal apoiador de Trump. Trump encerrou oficialmente sua campanha na edição de 14 de fevereiro de 2000 do The Today Show na NBC. Embora acreditasse que ainda poderia vencer a indicação presidencial do Partido Reformista, ele considerava o partido disfuncional demais para apoiar sua campanha e permitir uma vitória na eleição geral. Uma pesquisa que comparava Trump com o provável indicado republicano George W. Bush e o provável indicado democrata Al Gore mostrou Trump com 7% de apoio. Apesar de sua retirada, Trump venceu ambas as primárias para as quais se qualificou. O comentarista paleoconservador Pat Buchanan acabou conquistando a indicação do Partido Reformista, recebendo 0,4% dos votos.
Dezesseis anos depois, Trump iniciou uma campanha presidencial em larga escala, tornou-se o indicado presidencial do Partido Republicano em 2016 [en] e foi eleito o 45º presidente dos Estados Unidos. Após sua derrota para Joe Biden na eleição presidencial de 2020, Trump iniciou outra campanha presidencial em larga escala, tornou-se o indicado presidencial do Partido Republicano em 2024 e foi eleito o 47º presidente dos Estados Unidos.

## Contexto

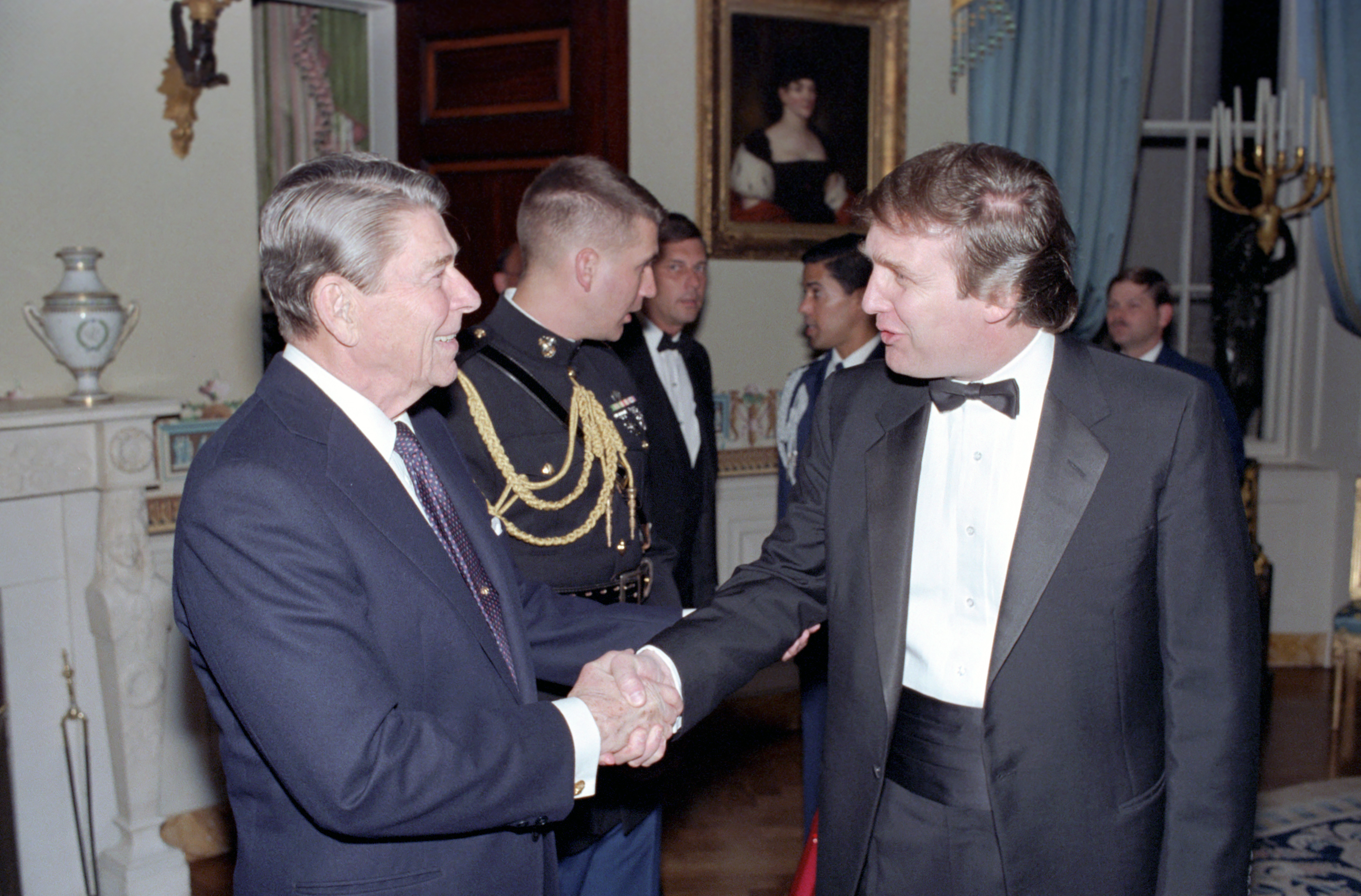
Donald Trump com o presidente Ronald Reagan em 1987, quando Trump considerou pela primeira vez concorrer à presidência.

Trump, chefe da The Trump Organization desde 1971, começou a se envolver na política presidencial no início do verão de 1987. O organizador político republicano Mike Dunbar, insatisfeito com os candidatos à indicação presidencial republicana de 1988, fundou a organização "Draft Trump for President". Acreditando que Trump tinha potencial para ser presidente, Dunbar sugeriu que ele discursasse em um evento para candidatos republicanos no estado de New Hampshire, o primeiro a realizar primárias. Segundo Dunbar em uma entrevista posterior, Trump foi receptivo à ideia. Então registrado como democrata, Trump mudou oficialmente seu registro para republicano em julho de 1987. A especulação de que ele realmente concorreria à presidência intensificou-se quando ele comprou anúncios de página inteira no valor de US$ 94.801 em The New York Times, The Boston Globe e The Washington Post com o título "Não há nada de errado com a política de defesa externa dos Estados Unidos que um pouco de coragem não possa curar." Os anúncios refletiam as preocupações de Trump de que Japão, Arábia Saudita e Kuwait estavam tirando vantagem do dinheiro e da proteção americana sem oferecer benefícios aos Estados Unidos.
No mês seguinte, como Dunbar propôs, Trump apareceu em um almoço do Rotary Club em New Hampshire. Lá, ele fez um discurso descrito pelo The New York Times como "apaixonado", no qual expressou preocupação com os EUA sendo "pressionados" por seus aliados e propôs que "esses países que estão nos explorando paguem o déficit de US$ 200 bilhões." Na plateia, estudantes universitários seguravam cartazes com a inscrição "Trump para Presidente". Apesar disso, Trump afirmou: "Não estou aqui porque estou concorrendo à presidência. Estou aqui porque estou cansado de nosso país ser pisoteado e quero expor minhas ideias." Mais tarde, Trump apareceu no The Phil Donahue Show na WNBC. Após a aparição, ele recebeu uma carta do ex-presidente Richard Nixon, na qual Nixon explicou que sua esposa Pat, "uma especialista em política", viu Trump no programa e "prevê que, quando você decidir concorrer a um cargo, será um vencedor!" Em novembro de 1987, Trump lançou The Art of the Deal [en], que se tornou um best-seller do The New York Times.
Meses depois, durante uma aparição em abril de 1988 no The Oprah Winfrey Show na ABC, Trump discutiu sua insatisfação com o status dos EUA como uma "nação devedora" e sua aparente incapacidade de competir com o Japão. Winfrey perguntou a Trump se ele algum dia concorreria à presidência. Ele respondeu: "Provavelmente não, mas fico cansado de ver o país sendo explorado... Só não acho que tenho inclinação para isso." Além disso, ele afirmou que, se concorresse, venceria a eleição. Mais tarde, ele apareceu na Convenção Nacional Republicana de 1988. Em uma entrevista no local, o repórter da NBC News Chris Wallace perguntou se a visita de Trump à sua primeira convenção nacional o induziria a "se lançar" em uma campanha presidencial. Em resposta, Trump minimizou sua exploração anterior na política presidencial, embora repetisse que venceria se concorresse, e elogiou o então provável indicado presidencial republicano George H. W. Bush. Durante outra entrevista na convenção no Larry King Live, Trump disse: "Duvido que algum dia me envolva na política além do que faço agora." As conversas sobre uma possível candidatura de Trump ficaram silenciosas por grande parte da década seguinte.

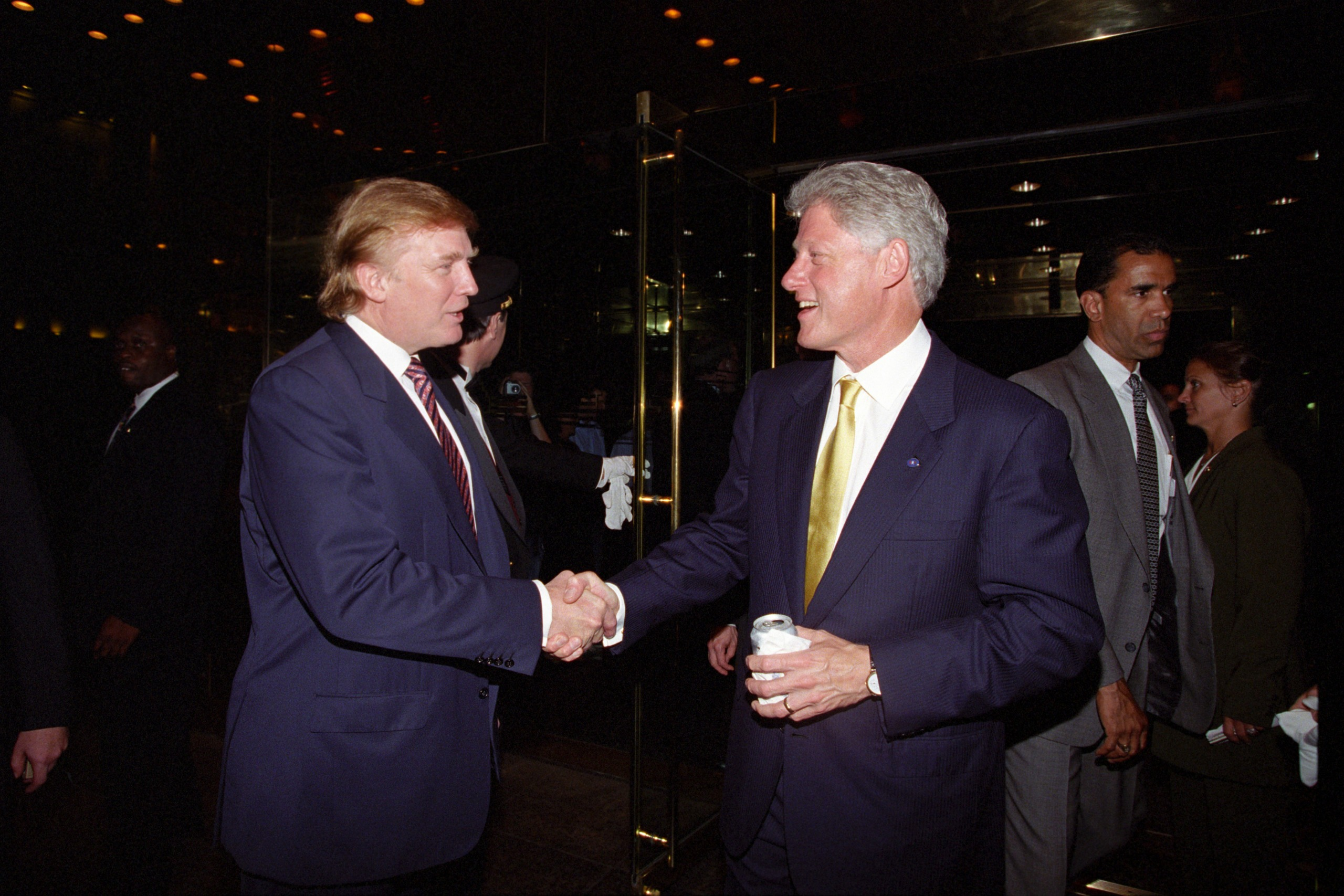
Trump com o presidente Bill Clinton na Trump Tower em 2000

Em 1995, o industrial Ross Perot, que recebeu 18,9% dos votos durante sua campanha independente para presidente em 1992 [en], formou o Partido Reformista dos Estados Unidos da América. Embora Perot tenha vencido a indicação do partido em 1996 e obtido 8,4% dos votos populares, rachas começaram a surgir dentro do partido. O ex-governador do Colorado Richard Lamm [en], que desafiou Perot sem sucesso pela indicação presidencial de 1996, acusou Perot de usar o partido como um veículo pessoal e rompeu com seus apoiadores para formar um novo partido. Em 1998, o ex-lutador profissional Jesse Ventura foi eleito Governador de Minnesota como membro do Partido Reformista — a vitória mais significativa do partido — mas Perot e seus seguidores não foram receptivos a Ventura e seus aliados políticos. A facção de Perot tentou, sem sucesso, impedir a eleição do apoiador de Ventura Jack Gargan como presidente do partido em 1999, quando o apoiador de Perot Russ Verney optou por não concorrer à reeleição para seu mandato que terminava em 1º de janeiro de 2000. Optando por não concorrer à presidência em 2000, Ventura buscou candidatos. Inicialmente, ele cortejou o membro do conselho da WWE e ex-governador de Connecticut Lowell P. Weicker Jr. [en]. Em seguida, voltou-se para Donald Trump.

## Primeiros estágios
Em 1999, o The New York Times relatou que Jesse Ventura abordou Trump pela primeira vez sobre uma possível candidatura presidencial na eleição presidencial de 2000 enquanto ambos estavam em um evento de luta livre em Atlantic City. No entanto, as ambições de Trump podem ter surgido antes. O coautor de The America We Deserve, Dave Shiflett, disse que Trump começou a pensar em concorrer no final de 1998, quando avaliou suas vantagens políticas em dinheiro e reconhecimento de nome, concluindo que era "pelo menos tão competente" quanto o então presidente Bill Clinton. Segundo Shiflett, isso levou Trump a pedir ao seu principal assessor Roger Stone que encontrasse o "escritor de aluguel mais eminente da América" para colocar suas ideias políticas em um livro. Stone contatou Shiflett, colaborador do The American Spectator. Na primavera de 1999, Shiflett se encontrou com Trump para discutir o projeto que mais tarde se tornaria The America We Deserve. Durante a reunião inicial, Shiflett afirma que Trump expressou preocupações sobre uma bomba nuclear portátil destruindo Manhattan.

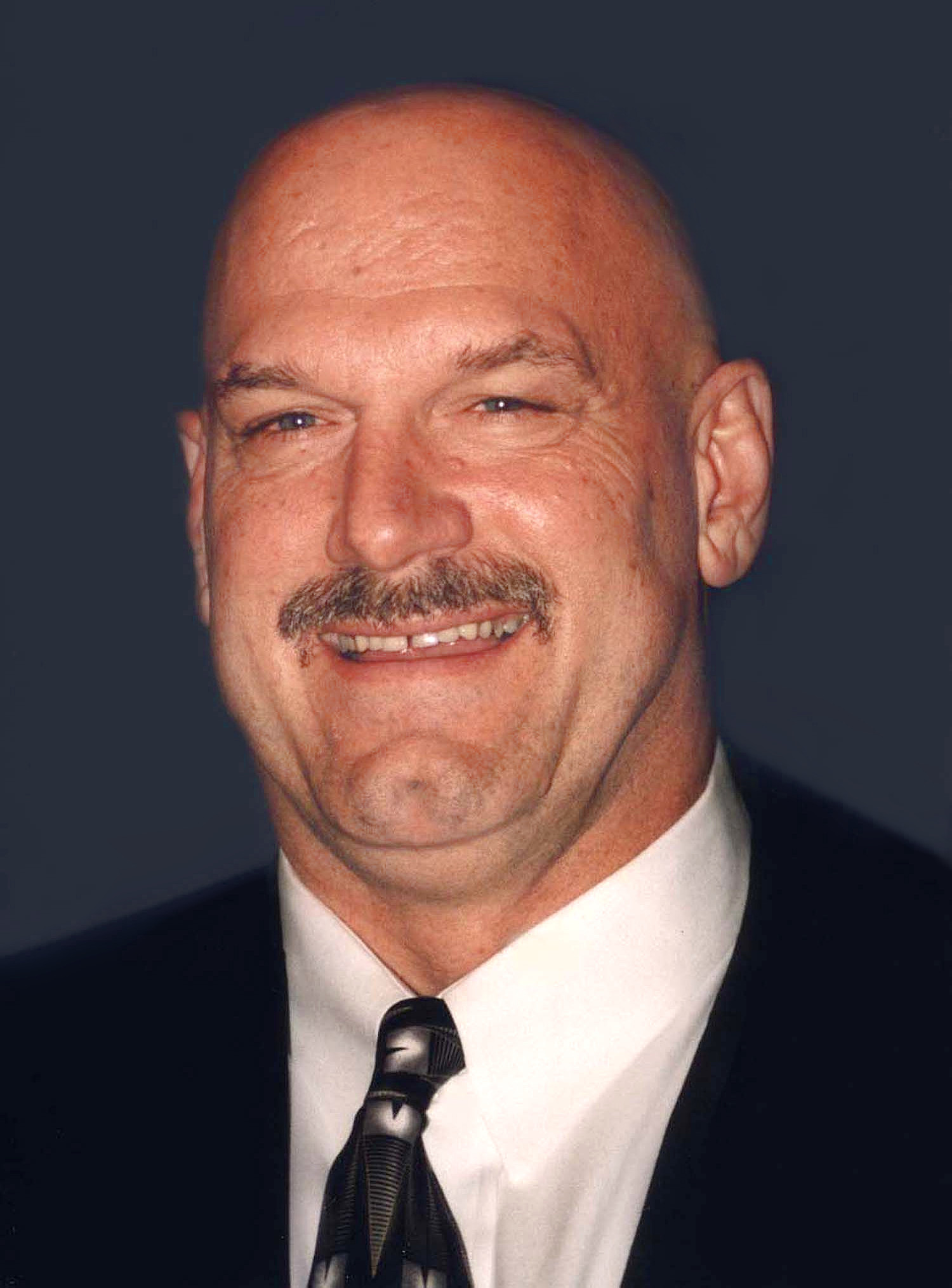
O governador de Minnesota Jesse Ventura incentivou Trump a concorrer de forma privada.

Em julho de 1999, a empresa de pesquisa democrata Schroth and Associates realizou uma pesquisa com 400 líderes do Partido Reformista e constatou que Trump estava empatado em terceiro lugar para a indicação presidencial do Partido Reformista. Tanto o Partido Reformista quanto Trump negaram ter encomendado a pesquisa. Dias depois, a Newsweek aumentou a especulação ao citar um "amigo próximo" anônimo de Trump que disse que Trump estava "brincando" com a ideia de uma campanha presidencial, supostamente em resposta aos rumores de que Ventura estava cortejando Weicker para uma candidatura. Trump supostamente guardava rancor de Weicker por bloquear seus planos de construir um cassino em Bridgeport em 1994. Os dois trocaram insultos, com Weicker chamando Trump de "sujeira" e Trump se referindo a Weicker como "um gordo desleixado que não seria eleito nem para pegar cachorros." Em resposta ao relatório da Newsweek, Trump enviou um comunicado à imprensa no qual criticou o sistema bipartidário, elogiou o Partido Reformista e afirmou: "Se o Partido Reformista me indicasse, eu provavelmente concorreria e provavelmente venceria." No entanto, ele acrescentou que, se o partido o indicasse, pediria "uma recontagem imediata." Em uma entrevista, ele disse ao The New York Times: "Estou honrado e lisonjeado [pela especulação], mas o fato é que nunca me diverti tanto quanto agora, construindo os edifícios mais espetaculares de Nova York." O presidente do partido, Verney, negou que o Partido Reformista tivesse algum interesse em Trump, explicando que os membros do partido "nunca passaram um segundo pensando nele." Uma pesquisa CNN-Time realizada no final de julho mostrou Trump com sete por cento de apoio nacional em um confronto contra o candidato republicano George W. Bush e o vice-presidente Al Gore.
Dois meses depois, em meio a relatos de que o comentarista político e conselheiro paleoconservador Pat Buchanan estava prestes a se juntar ao Partido Reformista para buscar a indicação, Trump anunciou que consideraria concorrer como um sinal de respeito a Ventura. Ele classificou as visões de Buchanan como "pré-históricas" e comentou que, embora gostasse de Pat, "estou do lado conservador, mas Buchanan é Átila, o Huno." Ele esperava que uma batalha nas primárias entre os dois seria "sórdida." Segundo o colunista Robert Novak, operativos de Bush preocupados com uma candidatura de terceira via por Buchanan contataram Ventura indiretamente sobre a prevenção da indicação de Buchanan. Novak argumentou que Trump "parece uma má combinação com o partido de Perot, mas pode ser a última esperança do Partido Republicano para deter Buchanan." Quando Weicker decidiu não buscar a indicação do partido devido a disputas internas, Ventura supostamente apostou tudo em Trump. A mídia capitalizou sobre um potencial confronto Trump versus Buchanan, e o Saturday Night Live satirizou a situação com um esquete no qual Darrell Hammond interpretando Trump e Chris Parnell como Buchanan apresentavam suas candidaturas a Ross Perot, interpretado por Cheri Oteri. O segmento também contou com uma aparição de Will Ferrell como Ventura.
Trump aumentou ainda mais a especulação de uma campanha em larga escala quando sua editora Renaissance Books anunciou uma data de lançamento para The America We Deserve em janeiro de 2000. O comunicado de imprensa da editora anunciou uma turnê do livro e provocou: "Donald Trump para presidente? Corra ou não, as ideias de Donald Trump terão um grande impacto na próxima eleição presidencial." Trump definiu janeiro como o mês em que decidiria se concorreria. Ele expressou: "Não estou interessado em ser o candidato [de terceira via] que obtém mais votos na história do mundo fora dos partidos Democrata e Republicano, só consideraria isso se achasse que poderia vencer." Em 30 de setembro, Trump escreveu um artigo de opinião no The Wall Street Journal intitulado "America Needs a President Like Me", no qual argumentou que seria "o tipo de presidente que a América precisa no novo milênio." Ele citou os comentários "repugnantes" de Buchanan e o incentivo pessoal de Ventura como fatores que contribuíram para sua decisão. Em uma entrevista em 6 de outubro no Dateline NBC, Trump afirmou que estava "muito sério" sobre sua candidatura.

## Anúncio

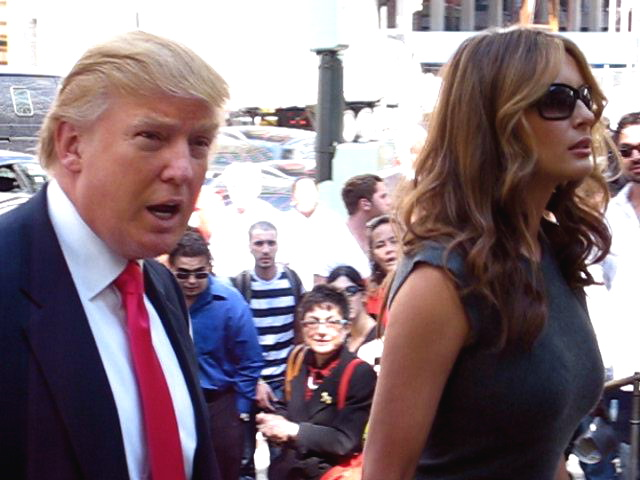
Melania Knauss foi apresentada como a potencial primeira-dama de Trump.

Em 7 de outubro, Trump anunciou no Larry King Live que planejava formar um comitê exploratório para explorar uma candidatura presidencial pelo Partido Reformista. Foi relatado no mesmo dia que o comitê havia sido formado. Trump planejava usar o comitê não para arrecadar fundos — ele financiaria pessoalmente sua campanha — mas para aconselhá-lo em assuntos políticos em preparação para a candidatura. Na entrevista com Larry King, Trump estava otimista sobre suas chances, indicando uma "forte possibilidade" de vitória. Ele mencionou uma pesquisa não científica do National Enquirer [en] com 100 indivíduos, que o mostrava em primeiro lugar contra seus adversários democratas e republicanos. Quando pressionado, Trump identificou Oprah Winfrey como sua escolha ideal para companheira de chapa, descrevendo-a como "alguém muito especial" e que, se ela aceitasse concorrer, "seria fantástica ... ela é popular, brilhante, uma mulher maravilhosa." O porta-voz de Oprah respondeu posteriormente que "Oprah não está concorrendo ... neste momento." Trump classificou Rudy Giuliani como o maior Prefeito de Nova York e falou com admiração dos presidentes Dwight Eisenhower e Ronald Reagan, dizendo que Reagan tinha uma postura que contribuía para um espírito fenomenal na nação. Trump argumentou que o presidente Bill Clinton poderia ter sido um grande presidente, mas destruiu seu legado com o escândalo Lewinsky. Quanto ao Partido Reformista, Trump elogiou tanto Perot quanto Ventura e atacou o potencial adversário nas primárias, Buchanan, como alguém "encantado" com Adolf Hitler, com base na tese de Buchanan de que Hitler não representava uma ameaça militar aos EUA antes da Segunda Guerra Mundial.
Sobre as questões, Trump se classificou como "muito conservador", mas descreveu suas visões sobre saúde como "bastante liberais" e "ficando muito mais liberais", explicando: "Acredito em assistência médica universal. Acredito em fazer o que for necessário para que as pessoas fiquem bem e melhores. ... [É] um direito deste país se quisermos ter um grande país." Ele expressou oposição ao NAFTA, ao controle de armas e disse que gostaria de ver corporações de álcool processadas da mesma forma que as de tabaco. Para seu primeiro mandato presidencial, ele proclamou: "Quero fazer o trabalho certo: endireitar a Seguridade Social [en], colocar os déficits comerciais em ordem e reduzir impostos." Quanto à ausência de uma primeira-dama, Trump disse que poderia resolver a questão "em 24 horas" casando-se com sua namorada de 29 anos, a modelo Melania Knauss. Em uma entrevista posterior, Knauss disse que se casaria com Trump com tal aviso prévio. No papel, ela disse: "Eu seria muito tradicional. Como Betty Ford ou Jackie Kennedy. Eu o apoiaria." Trump descreveu Knauss como "uma mulher de grande estilo e elegância ... muito equilibrada e graciosa e capaz de se dar bem com todos."
Após o anúncio, Trump e Knauss jantaram com Ventura e foram acompanhados pelo ator Woody Harrelson. Ventura posteriormente comentou que as chances de sucesso de Trump dependiam de sua impressão sobre o Partido Reformista. Observadores questionaram os motivos de Trump para concorrer. O pesquisador democrata Harrison Hickman expressou dúvidas sobre a autenticidade da campanha de Trump, dizendo: "É tudo marketing de seu nome." Matt Bai da Newsweek comentou: "As pessoas de mentalidade séria acham que o flerte de Trump com a indicação presidencial do Partido Reformista é apenas um golpe publicitário." A ex-esposa de Trump, Ivana Trump, duvidava que ele realmente concorreria. O ex-prefeito de Nova York Ed Koch comentou que as pessoas provavelmente não se reuniriam em torno da campanha de Trump, sugerindo que Trump estava comercializando sua marca. Trump discordou dos críticos, argumentando que, embora suas vendas tivessem aumentado devido à cobertura da mídia, ele estava sério sobre a campanha. Roger Stone foi contratado como diretor do comitê exploratório.

## Campanha nas primárias

### Outubro de 1999

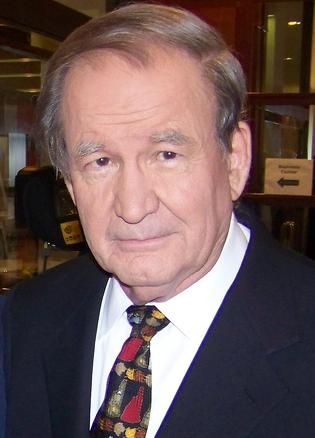
Pat Buchanan, o principal rival de Trump pela indicação do Partido Reformista

O anúncio de Trump abriu caminho para a esperada disputa nas primárias entre Buchanan e Trump, com o próprio Buchanan se aproximando de uma candidatura pelo Partido Reformista. Buchanan anunciou que decidiria se ingressaria na corrida até o final de outubro. Uma pesquisa da Schroth and Associates com 500 pessoas que votaram em Perot em 1996 mostrou Buchanan com uma ligeira vantagem sobre Trump, 32% contra 29%. Embora Ventura desejasse evitar a indicação de Buchanan, ele não endossou Trump publicamente. Alguns dos conselheiros de Ventura eram céticos quanto à campanha de Trump e queriam que Ventura deixasse o partido se a indicação de Buchanan parecesse iminente. A posição de Ventura no partido tornou-se motivo de controvérsia. O presidente Verney pediu que Ventura deixasse o partido no início de outubro, após Ventura comentar em uma entrevista à Playboy que "a religião organizada é uma farsa e uma muleta." Perot também decidiu não fazer um endosso durante a campanha das primárias, apesar do apelo de Buchanan para que Perot apoiasse publicamente sua entrada na corrida.
Antes que Trump pudesse se aventurar na campanha, ele teve que lidar com algumas questões pessoais. Em uma entrevista ao The Daily Telegraph, Marla Maples, a segunda ex-esposa de Trump, ameaçou revelar como Trump "realmente é" se ele escolhesse concorrer à presidência na eleição geral. Em resposta, Trump reteve US$ 1,5 milhão em pensão alimentícia que devia a Maples, alegando que ela violara o acordo de confidencialidade no decreto de divórcio do casal. Após um juiz de Manhattan se recusar a ouvir o caso, uma breve conferência foi realizada, na qual o secretário jurídico do juiz aconselhou Trump a pagar a pensão e alertou Maples que novos incidentes poderiam levar o juiz a reconsiderar a audiência do caso. Os advogados de Trump ficaram satisfeitos que a reunião faria Maples repensar qualquer declaração pública sobre seu casamento com Trump.
Em 24 de outubro, Trump apareceu no Meet the Press, onde anunciou que ingressaria oficialmente no Partido Reformista. Durante a entrevista, Trump questionou por que um político seria mais adequado para ser presidente do que ele, comentando: "Eu entendo essas coisas." Ele disse que o Partido Republicano havia se tornado "muito louco à direita." Notavelmente, ele identificou Buchanan como um "amante de Hitler" e refletiu: "Acho que ele é um antissemita ... Ele não gosta dos negros, ele não gosta dos gays. É simplesmente incrível que alguém possa apoiar esse cara." Quanto à sua reputação de mulherengo, Trump disse que não concorreria se acreditasse que isso seria um impedimento. No dia seguinte, Trump ingressou formalmente no Partido Reformista, mudando seu registro de eleitor de Republicano para Partido da Independência [en], a afiliada de Nova York do Partido Reformista. No mesmo dia, Buchanan anunciou que também deixaria o Partido Republicano para se juntar ao Partido Reformista e tentar obter sua indicação presidencial.
Buchanan disse que se recusava a participar de um concurso de "xingamentos" com Trump, mas fez um ataque velado contra a riqueza de Trump, argumentando: "Não acredito que a indicação do Partido Reformista possa ser comprada, e não acredito que a Presidência possa ser comprada." No Face the Nation, Pat Choate, o candidato a vice-presidente do Partido Reformista em 1996, disse que Trump "seria um bom candidato", mas argumentou que Buchanan poderia desafiar Trump "nos méritos" e que Trump e a mídia estavam deturpando as visões de Buchanan por meio de "política de ódio." Outros membros do partido expressaram reservas sobre os comentários e a vida pessoal de Trump. Verney questionou "qual é a razão convincente para ele buscar a presidência." Trump reconheceu ser "certamente controverso", mas se classificou como "um grande empresário", que "faria os maiores tratados que este país viu em muito tempo." No Fox News Sunday, ele criticou a Representante de Comércio dos EUA [en] Charlene Barshefsky e disse que, como presidente, ele próprio ocuparia o cargo e negociaria acordos comerciais com outros países. Ele identificou França, Japão, Alemanha e Arábia Saudita como nações que se aproveitavam de acordos comerciais mal negociados com os EUA.

### Novembro de 1999
Em um esforço especulado para convencer a mídia a levar a campanha mais a sério, Trump lançou uma proposta tributária que se tornou objeto de atenção. Em uma série de entrevistas telefônicas no início de novembro, Trump propôs um imposto único de 14,25% sobre o "patrimônio líquido" que se aplicaria a indivíduos e fundos com ativos superiores a US$ 10 milhões. O plano visava arrecadar US$ 5,7 trilhões em receita para eliminar a dívida nacional, estimada na época em US$ 5,66 trilhões. O plano isentava a residência principal do cálculo. Trump estimou que o imposto se aplicaria apenas a 1% da população e que os outros 99% receberiam um corte no imposto de renda federal, além da eliminação do imposto sobre heranças. Ele projetou um aumento de 35 a 40% na atividade econômica como resultado e a eliminação de US$ 200 bilhões em pagamentos de juros federais, metade dos quais seria usada para financiar cortes de impostos para a classe média e o restante para a Seguridade Social. O plano original dava apenas um ano para os contribuintes pagarem o novo imposto, mas isso foi posteriormente aumentado para 10 anos. Economistas previram que a implementação do plano poderia "arriscar a fuga de capitais" e "estourar" a bolha do mercado de ações.
Bruce Bartlett, do Centro Nacional de Análise de Políticas, escreveu no The Wall Street Journal que a taxa proposta não alcançaria seu objetivo e, de qualquer forma, introduziria uma perturbação "devastadora" ao sistema econômico. O advogado tributarista Robert L. Sommers, escrevendo no San Francisco Chronicle, argumentou que muitos ricos não tinham dinheiro suficiente em mãos para pagar o imposto e que isso levaria à liquidação em massa de ativos, "agitando os mercados de ações e imobiliário." Trump defendeu seu plano, rejeitando a especulação de que seria "um choque para o sistema." Roger Stone observou que Trump vinha pensando no plano há algum tempo e que ele se sentia tão convicto que estava disposto a pagar US$ 725 milhões de seu próprio dinheiro em impostos sob o plano. A CBS News especulou que o plano visava atrair americanos das classes média e baixa. O plano tributário de Trump diferia significativamente do plano apresentado pelo rival do Partido Reformista, Buchanan, que havia proposto um imposto fixo de 16% sobre rendimentos acima de US$ 35.000.
Apesar da discussão de questões substantivas, a seriedade da campanha continuou sendo questionada. Ed Koch intensificou suas críticas à campanha, chamando-a de "fraudulenta" e argumentando que Trump é o "maior vigarista do mundo quando se trata de promover seu próprio nome ... [M]eu instinto me diz que ele não sabe nada [sobre políticas]." O ex-conselheiro da Casa Branca Dick Morris [en] disse: "Acho que ele está principalmente vendendo livros." O estrategista republicano Ed Rollins [en] questionou se Trump poderia "dizer as coisas certas" ou "estar disposto a deixar alguém montar uma organização." Uma pesquisa do New York Daily News/WNBC-TV mostrou que 74% dos nova-iorquinos acreditavam que a campanha estava sendo usada apenas para Trump "se promover." Roger Stone comentou que o problema de percepção "se resolveria" assim que a campanha revelasse o número de assinaturas de petição coletadas.
Em meados de novembro, a campanha começou a receber conselhos do consultor político Douglas Friedline, que gerenciou a bem-sucedida campanha para governador de Minnesota em 1998 de Ventura. Seguindo o conselho de Friedline, Trump reuniu uma equipe de comunicações e campanha e começou a planejar eventos em estados estratégicos. Em 17 de novembro de 1999, como um passo adicional na organização, Trump criou um site de campanha no domínio www.donaldjtrump2000.com e usou o webmaster de Ventura, Phil Madsen, para criar uma comunidade online de apoiadores. Segundo Stone, o site era "muito definitivamente" um sinal de que Trump buscaria a indicação do Partido Reformista. Stone disse que o principal objetivo do site era fornecer "informações ao povo americano sobre o plano de redução da dívida nacional de Trump." Segundo Madsen, como Trump "não estava concorrendo como democrata ou republicano", eles teriam que "criar uma organização do zero." Madsen recebeu aprovação de Ventura para trabalhar para Trump e disse que seu objetivo era criar o "E-team Trump." O próprio site descrevia Trump como o "empresário experiente, decisivo e empreendedor que a América precisa como presidente no novo milênio."
Em sua primeira parada de campanha, Trump viajou para Miami, Flórida, e falou perante a Fundação Nacional Cubano-Americana. A fundação convidou Trump depois que ele escreveu um artigo no Miami Herald denunciando o presidente cubano Fidel Castro e apoiando o embargo dos EUA contra Cuba meses antes. Durante a visita, Trump foi recebido por apoiadores exibindo cartazes "Trump 2000" e gritando "Viva Donald Trump!" Lá, ele fez seu primeiro discurso sobre política externa, concluindo com a frase: "Eu teria, pessoalmente, duas palavras para [Castro]: 'Adios, amigo!'" Cobrindo o evento, a colunista Maureen Dowd [en] escreveu que o fascínio por Trump era a "apoteose da nossa Idade de Ouro", onde "dinheiro, celebridade, pesquisas e comportamento grosseiro" distorcem a política e o programa de televisão Who Wants to Be a Millionaire [en] domina a cultura. Seguindo esse tema, o Saturday Night Live apresentou um esquete em que Darrell Hammond reprisou seu papel como Trump, realizando uma coletiva de imprensa anunciando o vencedor de Millionaire, John Carpenter, como seu companheiro de chapa.
Logo depois, o verdadeiro Trump mencionou possíveis companheiros de chapa e membros de seu gabinete presidencial durante um episódio de 28 de novembro do Late Edition with Wolf Blitzer. Ele identificou o senador John McCain, um candidato presidencial republicano, como um possível Secretário de Defesa. Trump disse que consideraria o congressista democrata Charles Rangel [en] para Secretário de Habitação e Desenvolvimento Urbano e mencionou o general aposentado Colin Powell como um possível Secretário de Estado. Ele elogiou o CEO da General Electric, Jack Welch, e discutiu a possibilidade de ele ser Secretário do Tesouro ou companheiro de chapa. Ele mencionou novamente Oprah Winfrey como uma possível companheira de chapa. Durante a entrevista, Trump expressou sua disposição de gastar US$ 100 milhões para autofinanciar uma campanha em larga escala.
Em 28 de novembro, Roger Stone apareceu no programa C-SPAN Washington Journal com Susan Swain para discutir a campanha de Trump. Stone mencionou o site da campanha, disse que a comunicação em massa estava mudando a política, referenciou Ross Perot como um divisor de águas político e disse a Swain: "A revolução já aconteceu. Estamos em uma posição em que os eleitores estão fartos de ambos os partidos." Stone também respondeu a perguntas e comentários de vários espectadores do programa.

Gabinete proposto por Trump
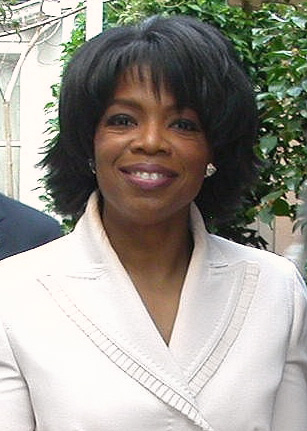
Proprietária de mídia Oprah Winfrey Vice-presidente
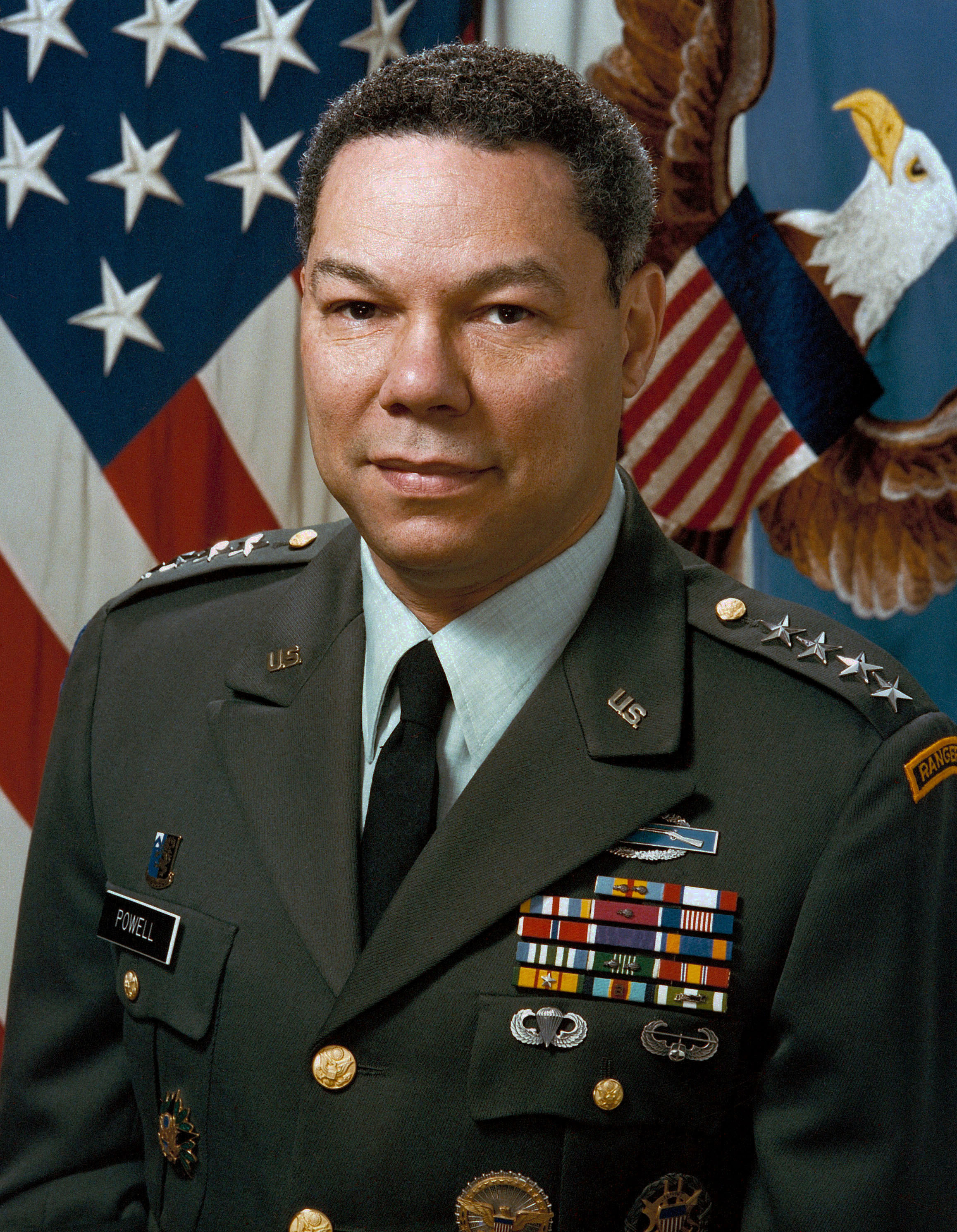
General Colin Powell Secretário de Estado
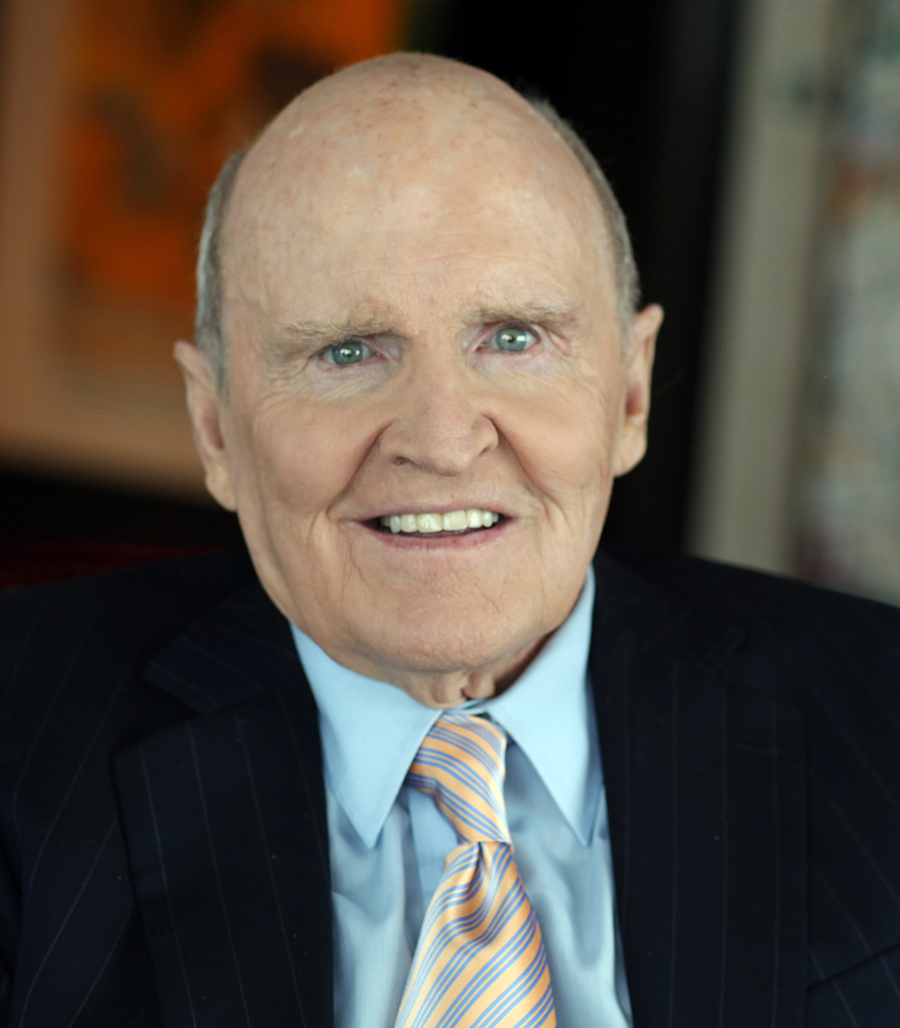
CEO da General Electric Jack Welch Secretário do Tesouro
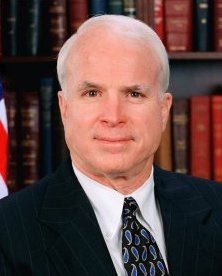
Senador John McCain Secretário de Defesa
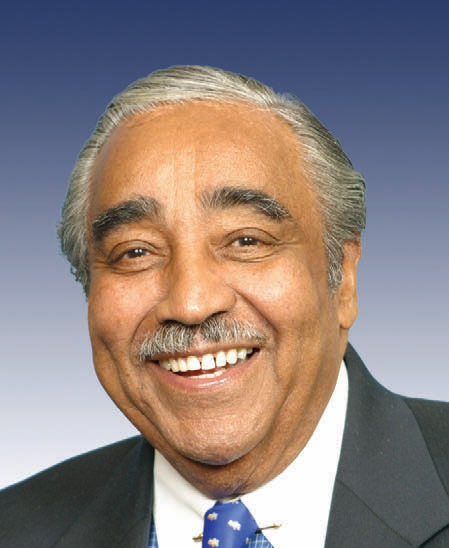
Congressista Charles Rangel Secretário de HUD

### Dezembro de 1999

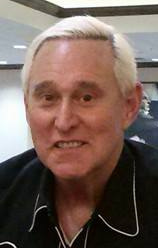
O principal conselheiro Roger Stone fazia parte da comitiva de campanha de Trump.

Enquanto as negociações da Organização Mundial do Comércio (OMC) entravam em colapso em meio aos protestos durante a Conferência Ministerial da OMC em Seattle, Trump apareceu na edição de 5 de dezembro do programa This Week da ABC. Ele afirmou que a OMC não era "necessariamente justa" com os EUA e argumentou que "nossos melhores, mais inteligentes e brilhantes" não estavam sendo usados para negociar o acordo. Ele renovou seu ataque às habilidades de negociação de Barshefsky, dizendo que tanto ela quanto o Secretário de Comércio William M. Daley [en] não sabiam negociar. Em seguida, Trump embarcou em uma parada de campanha de dois dias na Califórnia, que a mídia cobriu extensivamente. Durante a parada, Trump realizou uma coletiva de imprensa, aparecendo com sua comitiva de campanha que incluía Melania Knauss, Roger Stone e o guarda-costas Matt Calamari. Assessores disponibilizaram álcool em gel para os repórteres, presumivelmente devido à suposta germofobia de Trump. A Associated Press (AP) observou que Trump "fez pouco esforço para parecer estadista" na coletiva, com respostas que pareciam "mais destinadas a entreter seus ouvintes do que estabelecer sua credibilidade." Em Burbank, Trump apareceu no The Tonight Show with Jay Leno, onde atacou Buchanan como "tendo um caso de amor com Adolf Hitler" e discutiu seu próximo livro, The America We Deserve. O The Weekly Standard [en] relatou que, embora a data de lançamento estivesse a apenas um mês, o livro ainda não havia sido escrito.
Ao discutir sua estratégia de campanha com o Los Angeles Times, Trump proclamou: "a única estratégia é que estarei na televisão muito." Respondendo a uma pesquisa de prováveis eleitores do Partido Reformista que mostrava apenas 14% de apoio, ficando em quarto lugar atrás de Ventura (20%), Perot (25%) e Buchanan (30%), Trump apontou para o aumento nas audiências de cada rede de televisão sempre que aparecia no ar. Ele admitiu: "se as audiências de TV podem ou não se traduzir em votos é uma questão interessante." O Times caracterizou a campanha de Trump como "Ciência Política 101 sobre o quanto a política está se transformando em puro entretenimento." No entanto, Trump mergulhou contemporaneamente na política de campanhas de terceiros partidos quando escreveu uma carta à Comissão de Debates Presidenciais pedindo que a entidade revisasse seu padrão para a inclusão de candidatos de terceiros partidos nos debates da eleição geral. Sua carta incluía uma ameaça velada de litígio se a entidade estabelecesse um padrão que impedisse sua participação. Nesse momento, Trump anunciou que tomaria sua decisão sobre realizar uma campanha em larga escala até o início de fevereiro. Além disso, ele contratou duas agências de coleta de assinaturas para garantir o acesso à cédula.
À medida que 1999 chegava ao fim, o conflito dentro do Partido Reformista escalava. Para o desgosto da facção de Perot, o presidente eleito Jack Gargan aprovou uma moção para mudar a sede de Dallas, casa de Perot, para a Flórida. Pouco depois, a facção de Perot incorporou o Conselho de Liderança da Reforma como uma entidade separada do partido principal para preservar a visão de Perot. Eles também mudaram a Convenção Nacional de Minneapolis, casa de Ventura, para Long Beach. A facção de Ventura entrou com um processo sem sucesso contra a facção de Perot e ameaçou deixar o partido, levando o presidente Verney a instruir: "não deixe a porta bater neles quando saírem." À medida que o conflito se desenrolava, Ventura expressou publicamente que nunca poderia apoiar Buchanan como indicado do partido, descrevendo-o como "muito superficial." Ventura disse que, em um confronto direto contra Buchanan, ele favorecia Trump. Ventura e Trump planejaram um evento de campanha juntos em Minnesota para começar o novo ano.

### Janeiro de 2000
Trump lançou oficialmente seu livro The America We Deserve em 1º de janeiro. Dave Shiflett recebeu crédito como coautor. Para promover o livro, Trump realizou uma coletiva de imprensa em 5 de janeiro na Trump Tower, transmitida pela C-SPAN. Ele assinou livros e respondeu perguntas de repórteres, afirmando em certo momento: "Posso ser honesto demais para ser político." O livro de Trump, com 286 páginas, cobre suas posições políticas e propostas de políticas, incluindo medidas rigorosas contra o crime, maior pressão sobre a China, comércio internacional, controle de fronteiras, aumento dos gastos militares, apoio à pena capital pública e a implementação de um sistema de saúde de pagador único. Ele defende a eliminação de contribuições de dinheiro leve para partidos políticos e a divulgação total de doações de campanha para candidatos políticos, mas pede a remoção de limites no valor das doações, argumentando: "Se você quer doar todas as suas economias para Al Gore, isso deve ser entre você, Al Gore e seu psiquiatra." Além disso, levanta preocupações sobre terrorismo, propondo a criação de uma loteria nacional para arrecadar fundos para programas antiterrorismo, e oferece à Coreia do Norte a escolha de desarmar ou enfrentar ataques militares.
The America We Deserve também inclui elogios ao ex-boxeador Muhammad Ali, ao líder dos Teamsters James P. Hoffa, bem como aos futuros adversários políticos de Trump, o governador da Flórida Jeb Bush e o governador de Nova York George Pataki, entre outros. Ele cita amizades com o jogador de beisebol Sammy Sosa e o artista Sean Combs como fatores que tornaram Trump mais compreensivo com a diversidade racial. Trump posteriormente retratou os elogios do livro a Combs após Combs ser acusado de violar leis de armas após um tiroteio em uma boate em Nova York. Trump disse que não "conhecia [Combs] muito bem."
O livro condena o congressista Jerrold Nadler [en] como um "charlatão" por se opor ao desenvolvimento de Trump de imóveis à beira-mar em Manhattan e descreve o senador Bob Smith como "o cara mais estúpido do Senado dos EUA" depois que ele questionou a irmã de Trump, Maryanne Trump Barry, sobre aborto durante seu depoimento perante o Comitê Judiciário do Senado em 1999, quando foi indicada para o Tribunal de Apelações do Terceiro Circuito [en]. Ele critica o candidato presidencial democrata Bill Bradley como um "falso" por seu patrocínio no Senado da Lei de Reforma Tributária de 1986 que supostamente prejudicou Trump financeiramente. Também aponta a hipocrisia de um senador não identificado e de um colunista conservador não identificado que tiveram casos extraconjugais nos hotéis e resorts de Trump enquanto atacavam o presidente Clinton pelo escândalo Lewinsky. Em uma crítica severa, a New York Magazine descreveu o livro como inadvertidamente satírico. A Booklist questionou se Trump era "o único homem a concorrer à presidência para promover um livro." Dave Saltonstall, do New York Daily News, classificou-o como autobiográfico e relatou que contém "detalhes suficientes para pintar um quadro bastante abrangente de como seria uma presidência de Trump."
Em 7 de janeiro, Trump apareceu em Brooklyn Park, Minnesota, onde falou perante a Câmara de Comércio, participou de um evento de arrecadação de fundos do Partido Reformista e realizou uma coletiva de imprensa conjunta com Ventura. No evento de arrecadação, Trump identificou a Coreia do Norte como a maior ameaça à política externa do país, criticou o Japão por "nos enganar" nos últimos 25 anos e atacou a Rússia por estar "totalmente confusa" por colocar "pessoas que ninguém nunca ouviu falar" no comando de mísseis. Na coletiva de imprensa, Trump afirmou que ainda não havia decidido se concorreria oficialmente e, portanto, não havia pedido o endosso de Ventura. Ventura disse que, se Trump decidisse concorrer, ele daria sua "total consideração." Trump afirmou que seria "um desastre para o Partido Reformista" se Pat Buchanan recebesse a indicação presidencial. Descrevendo a si mesmo e a Ventura como autoproclamados e não parte do "clube do esperma sortudo," Trump fez uma crítica indireta ao favorito republicano George W. Bush, filho do ex-presidente Bush, e ao favorito democrata Al Gore, filho do falecido senador Albert Gore Sr.. Trump e Ventura divulgaram uma declaração escrita opondo-se à decisão da Comissão de Debates Presidenciais de limitar a participação em debates a candidatos com mais de 15% nas pesquisas da eleição geral e pedindo à Comissão Eleitoral Federal [en] que tomasse medidas.
Trump terminou seu relacionamento com Melania Knauss em janeiro de 2000, removendo uma figura-chave da comitiva de campanha. Segundo o New York Daily News, um associado de Trump disse que a decisão visava apaziguar os líderes do Partido Reformista. Roger Stone negou a sugestão. Ao abordar o assunto, Trump elogiou Knauss e comentou: "ela fará falta." Pouco depois, em uma tentativa de unir as duas facções do Partido Reformista, Trump convidou líderes do partido para o clube Mar-a-Lago, de sua propriedade, em Palm Beach, Flórida. Dirigindo-se aos 170 membros do partido que compareceram ao evento (incluindo o ex-presidente Russ Verney), Trump proclamou: "Estou muito orgulhoso de estar no partido de Ross Perot e Jesse Ventura." Verney apreciou o gesto e, mudando de sua recepção inicial fria à candidatura de Trump, deu as boas-vindas a ele na corrida. Após abrir o evento para perguntas, um participante perguntou a Trump se ele compareceria à convenção estadual do Partido Reformista da Flórida. Trump disse que consideraria "muito seriamente." Sobre Buchanan, Trump repetiu que não poderia apoiar Buchanan como indicado do partido. Apesar do retiro, a disputa interna do partido sobre a localização da convenção continuou.
Citando conflitos de agenda, Trump não compareceu à convenção estadual do Partido Reformista da Flórida. Relatos sugeriram que aliados de Trump acreditavam que Buchanan havia preenchido a convenção com apoiadores e envergonharia Trump ao conquistar todos os delegados do estado. Também havia indicações crescentes de que Trump estava considerando abandonar a corrida, comentando que estava "profundamente preocupado" com o conflito dentro do partido. Em outra tentativa de unir as facções do partido, Trump escreveu cartas para Ventura e Perot, pedindo que os dois fizessem as pazes. Trump acreditava que a instabilidade do partido prejudicaria suas chances de sucesso presidencial. Stone comentou que "o [Partido Reformista] está derretendo diante de nossos olhos." No último dia de janeiro, Trump foi removido da cédula primária de Nova York após um juiz determinar que os apoiadores de Trump não conseguiram obter as 5.000 assinaturas necessárias de membros registrados do Partido Reformista. Isso marcou uma vitória para os apoiadores de Buchanan, incluindo a ativista de esquerda Lenora Fulani, que esperava impedir que Trump aparecesse na cédula em seu estado natal.

### Fevereiro de 2000
Apesar dos esforços de Trump, o conflito dentro do Partido Reformista escalou. Uma reunião especial do Partido Reformista foi planejada para Nashville, na qual se esperava que a facção de Perot destituísse o presidente nacional, aliado de Ventura, Jack Gargan. Tanto Trump quanto Ventura expressaram desgosto com o partido nacional. Ventura desejava desassociar o Partido Reformista de Minnesota do partido nacional. Um oficial não identificado do partido disse à AP que Ventura e Trump discutiram um cenário onde Ventura concorreria como indicado presidencial do partido desassociado com Trump como seu companheiro de chapa. O presidente do Partido Reformista de Minnesota negou que Ventura faria parte de qualquer chapa presidencial.
Após notificar Trump em particular de suas intenções e buscar sua bênção, Ventura realizou uma coletiva de imprensa em 12 de fevereiro e abandonou oficialmente o Partido Reformista nacional, permanecendo membro de seu partido estadual, que ele incentivou a se desassociar e retornar ao seu nome original, Partido da Independência de Minnesota. Ele expressou insatisfação com o concurso presidencial, explicando que Pat Buchanan estava concorrendo "praticamente sem oposição" e recebendo apoio do ex-líder da Ku Klux Klan David Duke; algo com o qual Ventura não poderia se associar. Ventura convidou Trump a concorrer à indicação presidencial do Partido da Independência, que Ventura acreditava que poderia se tornar uma entidade nacional. Na próxima reunião do partido, ele se desassociou. Trump considerou o convite de Ventura, mas tinha preocupações, particularmente sobre se outros partidos estaduais se afiliariam ao novo partido.
A mudança de Ventura veio pouco antes da reunião de Nashville, onde, com a justificativa de não "cumprir fielmente e executar os deveres de seu cargo," Gargan foi destituído por uma votação do comitê de 109 a 31. A reunião caótica, dominada por membros da facção de Perot, apresentou empurrões e brigas físicas enquanto o Departamento de Polícia Metropolitana de Nashville interveio para restaurar a ordem. Gargan alegou que a reunião era ilegal devido à notificação insuficiente, embora um quórum estivesse presente.

## Retirada
Em 14 de fevereiro, Trump retirou-se da corrida. Em um comunicado à imprensa, ele citou as brigas internas no Partido Reformista como não "propícias à vitória", concluindo que não poderia vencer a eleição como indicado do partido e, portanto, conforme prometido, não continuaria sua campanha. Ele expressou preocupações com a direção do partido, particularmente com seus membros, referindo-se a David Duke, Pat Buchanan e Lenora Fulani [en] como um membro do Klan, um neonazista e uma comunista, respectivamente. No entanto, ele elogiou membros do partido como Russ Verney, Jack Gargan e outros como "pessoas maravilhosas" que teve a honra de conhecer. Trump lamentou a saída de Jesse Ventura do partido, argumentando que "sem Jesse, o Partido Reformista é apenas uma casca extremista e não pode ser uma força ou mesmo um fator em 2000." Trump recusou-se a buscar a indicação do novo Partido da Independência de Ventura, considerando-o "saudável", mas jovem demais para vencer. Ele expressamente deixou aberta a possibilidade de concorrer à presidência na eleição de 2004.
Trump anunciou publicamente sua retirada no programa The Today Show em uma entrevista com Matt Lauer. Ele explicou que, embora ainda pudesse ter vencido a indicação do Partido Reformista, acreditava que só obteria 20 por cento na eleição geral, o que não queria. Ele afirmou que o partido estava à beira de "se autodestruir" e o descreveu como uma "bagunça total." Em resposta, Pat Choate, que se tornou o novo presidente do Partido Reformista após a destituição de Gargan, contestou a afirmação de Trump sobre o partido e disse que a campanha de Trump tinha como objetivo apenas "difamar Pat Buchanan." Ele declarou Trump "indesejável" para buscar a indicação presidencial do partido em 2004. Choate posteriormente observou que acreditava que a campanha de Trump era uma "jogada suja republicana" orquestrada por Roger Stone "para enojar as pessoas e afastá-las do Partido Reformista." Stone argumentou que John McCain "concorrendo com a mensagem de Trump" e subindo nas pesquisas sinalizou o fim da campanha de Trump.
Alguns dias após a retirada, Trump refletiu sobre sua campanha em um editorial publicado no The New York Times intitulado "What I Saw at the Revolution." Contestando a alegação de que concorreu por publicidade, Trump argumentou que sentia que a nação estava pronta para um presidente "empresário não establishment" que oferecesse "discurso direto." Ele citou três razões para abandonar a corrida: (1) os critérios da Comissão de Debates Presidenciais, que tornariam "impossível" sua qualificação para os debates da eleição geral; (2) a ascensão da campanha presidencial de John McCain [en], cuja mensagem semelhante dificultaria um contraste; e (3) a saída de Ventura do Partido Reformista. Trump chamou sua campanha de "a maior lição de civismo que um cidadão privado pode ter," mas disse que foi "muito divertido" e uma "grande experiência de vida," embora "não se compare com a conclusão de um dos grandes arranha-céus de Manhattan."

## Resultados
Durante a campanha, Trump se qualificou para as primárias presidenciais do Partido Reformista em Michigan e na Califórnia. Ambas as eleições foram realizadas após a saída de Trump da corrida. Em 22 de fevereiro, Trump venceu a primária de Michigan com 2.164 votos, derrotando o "não comprometido" com 948 votos. Trump venceu a primária da Califórnia em 7 de março com 15.311 votos (44,28%), derrotando o candidato perene George D. Weber que recebeu 9.390 votos (27,16%), o ex-diretor de Desenvolvimento de Programas Espaciais Avançados Robert M. Bowman que recebeu 4.879 votos (14,11%), o ex-congressista John B. Anderson que recebeu 3.158 votos (9,13%) e o ativista político Charles E. Collins que recebeu 1.837 votos (5,31%). Pat Buchanan não foi listado em nenhuma das cédulas. Um grupo de apoiadores de Trump solicitou incluir Trump na cédula primária presidencial do Partido da Independência de Nova York, mas foi negado por uma tecnicalidade.
Pat Buchanan acabou vencendo a indicação presidencial do Partido Reformista em uma Convenção Nacional caótica em Long Beach em agosto de 2000. Buchanan perdeu o apoio da facção de Perot, que acusou Buchanan de fraude e realizou uma contraconvenção, indicando o único grande adversário de Buchanan, o físico John Hagelin do Partido da Lei Natural [en]. Segundo Russ Verney, a facção de Perot perdeu a fé em Buchanan quando ele enfatizou posições antiaborto e anti-homossexuais após prometer respeitar a postura neutra do partido em questões sociais. Após a apresentação de uma queixa sobre os fundos de correspondência do partido, a Comissão Eleitoral Federal decidiu contra a facção de Perot e invalidou a seleção de Hagelin. A decisão foi confirmada em apelação. No dia da eleição, Buchanan apareceu na cédula em todos os 50 estados e recebeu 448.895 votos, 0,42% do voto popular. George W. Bush derrotou Al Gore em uma disputa acirrada que exigiu uma recontagem e intervenção da Suprema Corte em Bush v. Gore. A campanha de Bush recrutou Roger Stone para supervisionar a recontagem.

## Desdobramentos
Após a eleição, Trump retornou aos seus negócios imobiliários, reacendeu seu relacionamento com Melania Knauss, com quem se casou em 2005, e apresentou os programas da NBC The Apprentice e The Celebrity Apprentice [en] por 14 temporadas, de 2004 a 2015, adquirindo o bordão "Você está demitido!". Além disso, ele continuou envolvido na política. Ele mudou seu registro eleitoral do Partido da Independência de Nova York (afiliado ao Partido Reformista) para o Partido Democrata em agosto de 2001 enquanto o Partido Reformista continuava seu declínio. Em 2004, o partido havia perdido acesso à cédula em todos os estados, exceto sete, que cedeu ao candidato presidencial independente Ralph Nader. Trump foi crítico do manejo da administração George W. Bush da Guerra do Iraque e endossou publicamente o impeachment de Bush. Ele considerou desafiar Bush nas primárias presidenciais republicanas de 2004, mas acabou decidindo não fazê-lo. Jesse Ventura, que optou por não concorrer à reeleição como governador de Minnesota em 2002, também considerou uma candidatura presidencial em 2004 e pediu publicamente e recebeu o apoio de Trump na WrestleMania XX. No entanto, Ventura não concorreu.